# 神戸
神戸（こうべ）は、兵庫県南東部に位置する都市。また、その市街地を中心とする地域。付近一帯が生田神社の神戸（カンベ）だったことに由来する。当地においては、平安時代の『和名抄』に摂津国八部郡5郷のひとつとして記載されている「神戸郷」から、「神戸村」（江戸時代）、「神戸町」（1868年）、「神戸区」（1879年）、「神戸市」（1889年）と、神戸の地名が継承されている。南北朝時代の『太平記』に「紺部」と記載されてある。
- 神戸市（こうべし）
  - 神戸港
  - 神戸駅 (兵庫県)
  - 神戸中央郵便局
  - 自動車のナンバープレートに表記される国土交通省運輸局記号。兵庫県神戸市東灘区に所在する「近畿運輸局神戸運輸監理部兵庫陸運部」を示す。
  - 神戸 (小惑星)
  - 神戸ビーフ
  - 神戸ノート
- 神戸区

日本の企業（「神戸」を冠するもの）
- 神戸物産 - 兵庫県加古郡稲美町に本部を置く食品スーパー。「業務スーパー」という名称で知られている。
- 神戸屋 - 大阪市東淀川区のパンメーカー。レストラン事業なども手がけている。
- 神戸らんぷ亭 - 牛丼などを販売する外食産業。ただし店舗は全て首都圏にあり、神戸市など京阪神地区には店舗はない。2017年全店舗閉店。
- 神戸製鋼所
- 神戸電鉄
- 神戸美人ぬか本舗 - 神戸市の化粧品メーカー。米ぬか化粧品・紫紺乃米が有名、創業115年を超える老舗。

スポーツチーム
- ヴィッセル神戸 - Jリーグに所属する日本のプロサッカークラブ。
- コベルコ神戸スティーラーズ - ジャパンラグビーリーグワンに所属する日本のラグビーチーム。
- INAC神戸レオネッサ - なでしこリーグに所属する日本の女子プロサッカークラブ。
- デウソン神戸 - Fリーグに所属する日本のフットサルクラブ。
- エレコム神戸ファイニーズ - Xリーグに所属する日本のアメリカンフットボールチーム。

その他
- 神戸 (民戸)（かんべ／じんこ） - 古代から中世の日本において特定の神社の祭祀を維持するために神社に付属した民戸のこと。
- 神戸（かんべ） - 神社の経済的基盤となった住民や土地。神封を参照。